# Lucemburská fotbalová federace
Lucemburská fotbalová federace (lucembursky: Lëtzebuerger Foussballfederatioun; francouzsky: Fédération Luxembourgeoise de Football; německy: Luxemburger Fußballföderation) je sportovní svaz a národní řídící orgán fotbalové dění v Lucembursku. Založena byla 22. listopadu 1908. Od roku 1910 je členem FIFA, od roku 1954 UEFA. Organizuje nejvyšší ligovou soutěž v zemi Nationaldivisioun a Lucemburskou fotbalovou reprezentaci. Sídlo má v Lucemburku, na předměstí Mondercange.